# Dmitrij Żurawski

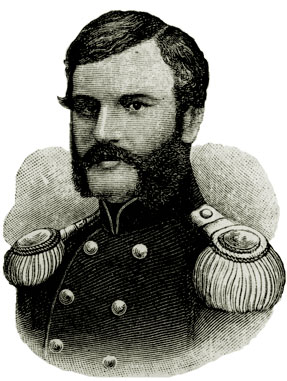
Dmitrij Żurawski

Dmitrij Iwanowicz Żurawski (Дми́трий Ива́нович Жура́вский) (ur. 17 grudnia 1821 we wsi Biały Kołodez, w pow. szczygrowskim, gub. kurskiej, zm. 18 listopada 1891 w Petersburgu) – rosyjski naukowiec i inżynier mechanik, projektant i budowniczy mostów i specjalista w zakresie mechaniki budowli.
Ukończył  Liceum Fizyczno-Matematyczne w Niżynie (1838) a następnie z wyróżnieniem Instytut Inżynierów Komunikacji w Petersburgu (1842). Po jego ukończeniu pracował w Północnej Dyrekcji Kolei Nikołajewskiej na trasie Petersburg – Moskwa będącej zaczątkiem rosyjskiej sieci kolejowej. Został tam przydzielony do zespołu amerykańskiego inżyniera George Washingtona Whistlera (1800-1849), który nadzorował budowę mostów. W jego ramach udoskonalił teorię obliczania wytrzymałości kratownic stosowanych w mostach kolejowych - co następnie wykorzystał w praktyce przy projektowaniu największych mostów kolejowych na Kolei Nikołajewskiej, m.in. najdłuższego wówczas Mostu Wieriebińskiego. Teorię obliczeń kratownic mostowych, której podstawy Żurawski opisał w artykułach opublikowanych w „Журнале Главного управления путей сообщения и публичных зданий ”, a także w pracy „О мостах раскосной системы Гау”. Przyniosło mu to uznanie i sławę jako jednego z najlepszych budowniczych mostów w Rosji.

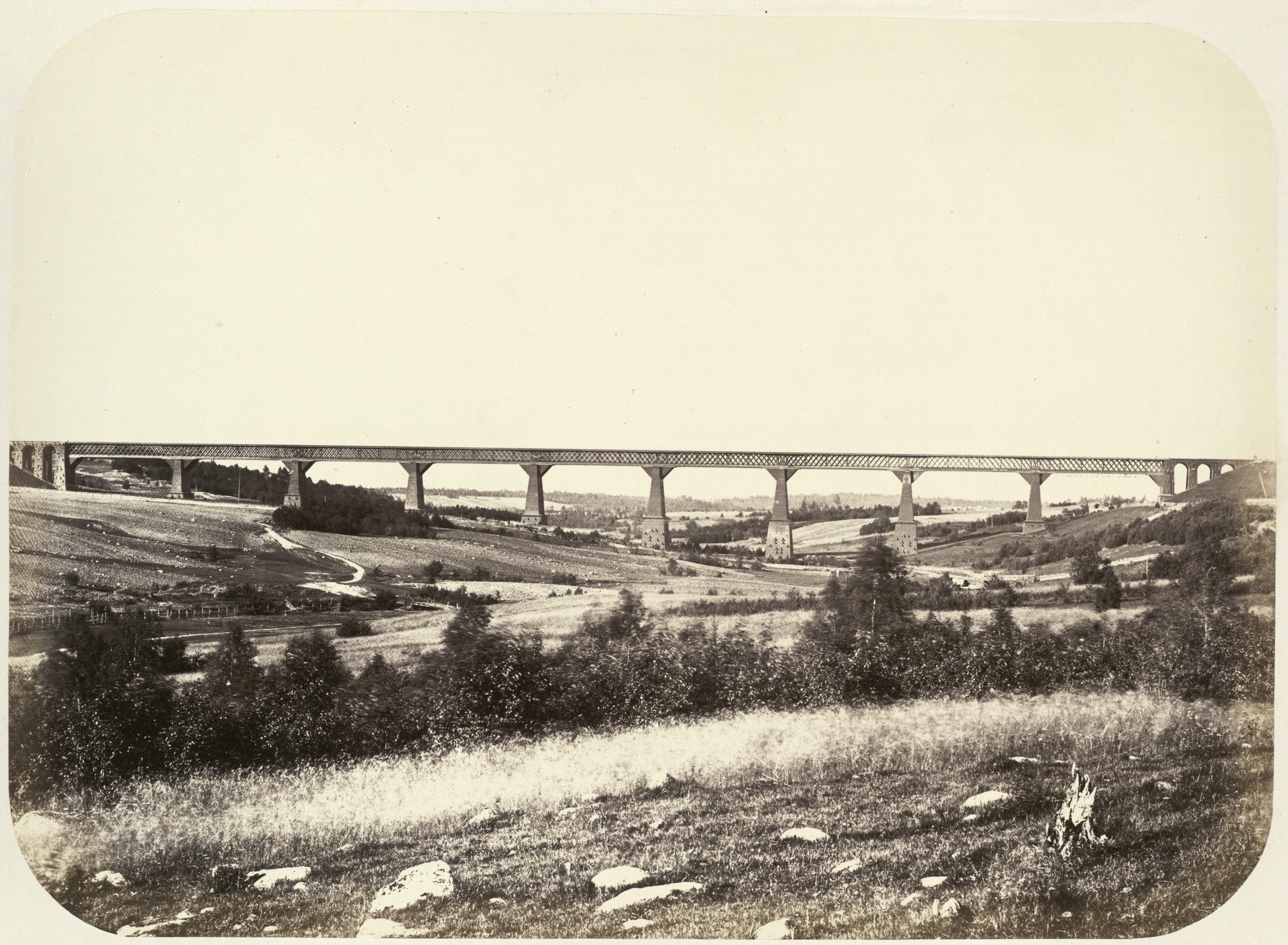
Most Wieriebiński (1864)

Następnie od 1855 trasował linię kolejową z Moskwy do Orła. Był także projektantem mostów na rzekach Wołdze, Wołchowie i in., oraz kanałów w rejonie jez. Ładoga. W latach 1868-1869 przebywał w Stanach Zjednoczonych AP - gdzie studiował budowę tamtejszych linii kolejowych. Od 1866 był członkiem zarządu Głównego Towarzystwa Kolei Rosyjskich. Ponadto przez kilka lat był wiceprezesem tej spółki i jednocześnie szefem działu konstrukcyjnego. W latach 1871-1876 brał udział w przebudowie Maryjskiego Systemu Wodnego. W 1877 r. został dyrektorem Departamentu Kolei i Szefem Komisji Dozoru Technicznego Ministerstwa Kolei. Był także wykładowcą Instytutu Inżynierów Komunikacji w którego petersburskiej siedzibie po jego śmierci, w lutym 1897 umieszczono popiersie dłuta polskiego rzeźbiarza Sławomira Celińskiego z okolicznościowym napisem.